# Metanosulfonian etylu
Metanosulfonian etylu – organiczny związek chemiczny, ester etylowy kwasu metanosulfonowego o działaniu mutagennym, teratogennym i prawdopodobnie karcynogennym. Powoduje przypadkowe mutacje punktowe w materiale genetycznym poprzez substytucję nukleotydu (szczególnie przez alkilację guaniny). Grupa etylowa reaguje z guaniną tworząc zasadę O-6-etyloguanidynową. Podczas replikacji polimeraza DNA wstawia tyminę zamiast cytozyny naprzeciwko O-6-etyloguanidyny (pary zasad G:C stają się parami zasad A:T). EMS jest często używany w badaniach genetycznych jako mutagen.